# Escut i bandera de Rojals
L'escut i la bandera de Rojals són els símbols representatius de Rojals, municipi del País Valencià, a la comarca del Baix Segura.

## Escut heràldic
L'escut oficial de Rojals té el següent blasonament:
| « | Escut truncat. Primer, d'atzur, les claus de sant Pere [d'or], posades en aspa i acompanyades de dues espigues del mateix metall. Segon, d'atzur, el pont d'argent de tres arcs. Al timbre, corona Reial tancada. | » |

## Bandera
La bandera oficial de Rojals té la següent descripció:
| « | Tres llistes iguals, blava la primera, blanca la del centre i groga la inferior. Sobre la llista intermèdia, o siga la blanca, campeja el blasó local, aprovat per Ordre d'aquesta Conselleria de 26 de març de 1986. | » |

## Història
L'escut va ser oficialitzat mitjançant resolució de 12 de maig de 1986, de la Direcció General d'Administració Local, publicada en el DOGV núm. 396, de 25 de juny de 1986.
Les claus són l'atribut de sant Pere, patró local. Les espigues fan referència a l'economia agrària del terme municipal, ocupat quasi a la meitat per l'horta, on predominen els cítrics i les hortalisses. El darrer element és la representació del pont de Carles III sobre el Segura, la construcció més significativa de la vila.
La bandera s'aprovà per Ordre de 29 de maig de 1987, de la Conselleria d'Administració Pública, publicada en el DOGV núm. 615, de 25 de juny de 1987.